# Mario Party DS
Mario Party DS (マリオパーティDS?, Mario Pāti DS) è un videogioco per Nintendo DS. Si tratta dell'undicesimo titolo della serie Mario Party ed è stato commercializzato in territorio giapponese l'8 novembre 2007, mentre negli Stati Uniti il 19 novembre 2007. In Europa il gioco è stato commercializzato il 23 novembre 2007 e in Australia il 6 dicembre dello stesso anno.

## Trama
Un meteorite precipita e si divide in cinque cristalli cosmici, uno dei quali cade ai piedi di Mario. Successivamente lui e i suoi amici ricevono una lettera da Bowser, che si scusa per le sue recenti malefatte e li invita a mangiare tutti insieme nel suo castello; anche Donkey Kong la riceve. Una volta raggiunto il maniero, Mario, Luigi, Wario, Yoshi, Peach, Daisy, Waluigi e Toad vengono intrappolati da Bowser, che li riduce a dimensioni minuscole grazie al Rimpicciolitore e, dopo essersi appropriato del cristallo cosmico, si sbarazza di loro mediante Kamek. Dopo essersi ripresi dallo shock, Mario e i suoi amici si ritrovano rimpiccioliti al castello di Peach e devono mettersi in viaggio per ritornare normali. Sconfiggono la Pianta Piranha ne Il giardino di Torcibruco e Martelkoopa ne Il concerto di Toadette, ricevendo due frammenti del meteorite. In seguito si imbattono in Diddy Kong, disperato perché Donkey Kong è stato tramutato in pietra da Tartosso in La statua di pietra di DK. Una volta battuto anche Tartosso, Donkey Kong torna come prima e Diddy regala al gruppo un cristallo cosmico. Dopo aver battuto Kamek in La biblioteca di Kamek e aver ricevuto da nonno Koopa un altro pezzo del meteorite, Mario e i suoi amici vanno al castello di Bowser, che li rinchiude nel suo flipper. Più tardi Bowser vuole ancora infierire sui partecipanti, ma in quel momento arrivano Diddy e Donkey Kong, il quale rompe il Rimpicciolitore, facendo tornare Mario e i suoi amici alla normalità. Bowser però non si dà per vinto e sfida il vincitore de Il flipper di Bowser usando la sua Cintura mutaforma, per poter assumere varie sembianze. Battuto il re dei Koopa, il gruppo si riprende il pezzo del meteorite che egli aveva loro rubato; i cinque frammenti vengono uniti e creano un nuovo gioco (Triangoli rotanti), al quale giocano tutti insieme felicemente, mentre Diddy e Donkey Kong mangiano tutto il cibo del banchetto.

## Modalità di gioco
Come nei precedenti Mario Party, il gioco è incentrato sull'aspetto multigiocatore. I personaggi giocabili sono 8: Mario, Peach, Luigi, Daisy, Wario, Waluigi, Yoshi e Toad. Un nuovo elemento per la serie è la funzionalità Download Play del Nintendo DS, che permette a quattro giocatori di partecipare contemporaneamente usando una sola cartuccia di gioco. Il gioco consiste nel colpire un dado, numerato da 1 a 10, per muovere il personaggio sui vari tabelloni. 

### Caselle
Sul tabellone sono presenti delle caselle colorate e in base a quella su cui si capita accade qualcosa di diverso. Le caselle sono le seguenti:
- Spazio blu: il giocatore guadagna 3 gettoni;
- Spazio rosso: il giocatore perde 3 gettoni;
- Spazio verde: accade qualcosa di diverso a seconda dello scenario e del punto sul tabellone (ad esempio il giocatore può guadagnare dei gettoni, oppure venire riportato al punto di partenza);
- Spazio amicizia: il giocatore e un avversario a sua scelta guadagnano 5 gettoni. Negli ultimi 5 turni gli spazi amicizia diventano spazi duello: chi vi capita sopra deve sfidare un altro giocatore a sua scelta. Il computer sceglie quale sarà la posta in palio e il minigioco;
- Spazio Bowser: il giocatore si troverà faccia a faccia con Bowser, che creerà scompiglio facendo qualcosa di terribile;
- Spazio Stella: il giocatore può acquistare una stella per 20 gettoni;
- Bivio: è possibile scegliere la strada da prendere;
- Negozio di Tantatalpa: è possibile comprare con dei gettoni vari gadget con funzionalità diverse;
- Spazio trappole: transitando qui sopra si riceve in regalo una trappola da piazzare su una casella, rossa o blu, che potrebbe danneggiare o agevolare gli avversari.

Durante l'ultimo turno non è possibile entrare nel negozio o ricevere trappole.
Negli ultimi 5 turni, iniziano gli Sconvolgenti 5 turni finali, ovvero si vedono i personaggi in classifica e chi è ultimo si fa dare un regalo da Bowser (o viene abbassato a 5 gettoni il costo delle stelle). Dopo la fine di un turno si gioca ai minigiochi. Lo scopo di ogni partita è quello di ottenere il maggior numero di stelle possibili.

## Minigiochi
I minigiochi sono divisi in 6 aree: 4 giocatori, 1 vs 3, 2 vs 2, Gara, Duello (1 vs 1), Boss (1 giocatore). Sono sbloccabili tramite i tabelloni e in ognuno di essi i personaggi sono piccoli.
- 4 giocatori: si gioca in 4 e si sfidano in un minigioco tutti contro tutti.
- 1 vs 3: si gioca in 4 e si sfidano in un minigioco in cui un giocatore per vincere deve eliminare gli altri 3 e gli altri 3 per vincere devono eliminare quello da solo.
- 2 vs 2: si gioca in 4 e si sfidano in un minigioco in cui una squadra da 2, deve cercare di far perdere l'altra.
- Gara: si gioca in 4 e si sfidano in un minigioco tutti contro tutti (se si gioca in un tabellone il premio sarà un certo numero di gettoni).
- Duello: si gioca in 2 e si sfidano in un minigioco 1 contro 1 (se si gioca in un tabellone, il giocatore vincitore riceverà un premio).
- Boss: si gioca in 1 e deve sfidare un boss. Nella modalità storia se il giocatore vince passerà al prossimo tabellone.

## Accoglienza
| Testata        | Giudizio |
| -------------- | -------- |
| GameSpot       | 8/10     |
| Nintendo Power | 8/10     |
| IGN            | 7/10     |
| 1UP.com        | 7/10     |

Il gioco ha goduto di ottime vendite la prima settimana di commercializzazione. I minigiochi sono stati elogiati in quanto divertenti, originali e coinvolgenti. Tra i maggiori siti di videogiochi, Mario Party DS ha avuto recensioni positive.